# Флаг Копейска
Флаг муниципального образования Копе́йский городской округ Челябинской области Российской Федерации — опознавательно-правовой знак, служащий официальным символом муниципального образования.
Флаг утверждён 10 июля 2002 года как флаг муниципального образования «город Копейск» (после муниципальной реформы 2006 года — Копейский городской округ) и внесён в Государственный геральдический регистр Российской Федерации с присвоением регистрационного номера 1002.

## Описание
«Флаг муниципального образования „город Копейск“ представляет собой прямоугольное полотнище с соотношением ширины к длине 2:3, воспроизводящее композицию герба города, смещённую к древку: чёрный обушок, продетый в жёлтый лавровый венок (с листвой, обращённой по часовой стрелке). Соотношение вертикальных красной, белой и красной полос — 1/5, 1/5, 3/5».

## Обоснование символики
Флаг по своему содержанию един и гармоничен: все фигуры флага символизируют город Копейск и его жителей как тружеников, огромный вклад которых в экономическое, культурное, духовное развитие своего родного города и Челябинской области имеет немаловажное значение.
Современный Копейск (прежнее название — посёлок Челябкопи), один из первых центров добычи угля в Челябинском угольном бассейне, возник из группы рабочих посёлков на месте Челябинских каменноугольных копей, где в 1907 году близ посёлка Тугайкуль началась промышленная разработка угля.
Основной фигурой флага является обушок — древнейший геральдический символ горнорудного и камнеломного дела. Обушок аллегорически показывает горнодобывающую и горно-разрабатывающую отрасли промышленности города, давших экономическое развитие посёлку и объединивших судьбы многих поколений копейчан — благодаря их самоотверженному труду Копейск стал мощной энергетической базой страны.
Чёрный цвет обушка аллегорически показывает основное богатство недр Копейской земли — уголь, с добычей которого связан почётный труд горняков.
Чёрный цвет в геральдике символизирует благоразумие, мудрость, скромность, честность и вечность бытия
Венок в виде круга — символа вечности, аллегорически показывает непрерывное движение жизни. Листья венка, все обращённые в одну сторону, аллегорически показывают современный механизм непрерывной добычи угля — ротор многоковшового экскаватора; одновременно круг — это аллегоричный образ движущегося колеса, знака динамизации жизни, символ производства горных машин, проходческих комбайнов (машиностроения).
В то же время золотой лавровый венок — это символ славы, почёта и вознаграждения за успех, он аллегорически объединяет историю города, неотделимую от событий в стране, и его жителей, их высокую сознательность, патриотизм и организованность, дисциплину и самоотверженность.
Жёлтый цвет (золото) в геральдике символизирует богатство, справедливость, уважение, великодушие, возвышенность мыслей, благородство, достоинство.
Белая полоса между двух красных аллегорически показывает угольную штольню.
Цвета флага — красный, белый, красный — это одновременно и цвета ленты Ордена Красного Знамени: этой высокой наградой, постановлением Президиума ЦИК Союза ССР от 2 января 1925 года, коллектив Челябинских угольных копей удостоен за боевые и трудовые подвиги.
Красный цвет, цвет огня, энергии, импульса, созвучен труду машиностроителей, что дополняет содержание флага города, как промышленно развитого города.
Красный цвет в геральдике символизирует труд, жизнеутверждающую силу, мужество, праздник, красоту.
Белый цвет (серебро) в геральдике — символ совершенства, благородства, чистоты, веры, мира и взаимного сотрудничества.